# Comté de Faribault
Pour les articles homonymes, voir Faribault.
Le comté de Faribault est situé dans l’État du Minnesota, aux États-Unis. Il comptait 13 921 habitants en 2020. Son siège est Blue Earth.